# Jean-Louis Barbot de Luchet
Jean-Pierre-Louis de La Roche du Maine, Marquis de Luchet (* 13. Januar 1740 in Saintes; † 1792) war ein französischer Kavallerieoffizier, Schriftsteller und Journalist, Theaterdirektor und Bibliothekar.

## Leben
Luchet wurde am 13. Januar 1740 im französischen Saintes geboren, wo er zunächst eine militärische Laufbahn einschlug und bis zum Offizier befördert wurde. Nach der Militärzeit versuchte er sich als Unternehmer – dabei war er allerdings wenig erfolgreich, denn 1776 musste er vor seinen Gläubigern nach Lausanne fliehen; hier scheiterte er mit der Herausgabe einer Zeitschrift.

### Bibliothekarische Tätigkeit in Kassel
Mit einem Empfehlungsschreiben Voltaires versehen, bewarb sich der weltmännisch auftretende Marquis im Jahr 1775 erfolgreich bei Hofe des frankophilen Landgrafen Friedrich II. (1720–1785) von Hessen-Kassel, wo er zunächst seine vornehme Herkunft verschwieg. Schnell erwarb sich Luchet die Zuneigung des Fürsten und wurde innerhalb kurzer Zeit zum Direktor des französischen Theaters, zum Superintendanten der Hofkapellmusik und schließlich zum ständigen Sekretär der Fürstlich-Hessischen Gesellschaft der Altertümer. Von seinem Zeitgenossen Ernst Naumann wurde der Marquis als „hervorragendstes Mitglied“ der Gesellschaft bezeichnet. Dennoch wurde Luchet von manchen Seiten vorgeworfen, bei einer Preisausschreibung im Jahr 1777 die Einsendung von Christian Gottlob Heyne gegenüber jener von Johann Gottfried Herder bevorzugt und Herders Schreiben vernichtet zu haben. Außerdem soll Luchet für die kurzfristige Entlassung Christian Kalkbrenners aus den Diensten des Landgrafen verantwortlich gewesen sein.
Luchets Ernennung zum Bibliotheksdirektor stellte ihn auch über den dienstälteren Friedrich Christoph Schmincke, der 1788 schließlich nolens volens seine Kündigung einreichte. Zu den prominentesten Kritikern Luchets zählte der Publizist August Ludwig von Schlözer, der die Missstände der Kasseler Bibliothek in seiner Zeitschrift Briefwechsel anprangerte.
Vor dem Umzug der Bibliothek ins Museum Fridericianum (1779) vollzog der Marquis jene Neuorganisation, die Friedrich Wilhelm Strieder als „Revolution der Casselschen Bibliothek“ bezeichnete. Gegen den Rat der erfahrenen Bibliothekare und unter Missachtung der bereits erfolgten umfangreichen Katalogisierung führte er ein „Französisches System“ ein, das sich jedoch nur schwer auf die in Kassel vorhandenen Buchbestände anwenden ließ. Dieses System stammte angeblich von einem Landsmann, der es für die Neuordnung der Bibliothek des Grafen Clermont entwickelt hatte. Während Strieder mehrere Seiten mit polemischen Korrekturen füllt, waren die Änderungen laut Philipp Losch „wohl nicht ganz so schlimm, wie der maßlos erbitterte alte Hesse [=Strieder] meinte“.
Luchet hatte jedoch nicht bedacht, dass sein System zur Katalogisierung großteils nicht auf die Kasseler Bibliothek anwendbar war und sorgte für großes Chaos. Nichtsdestotrotz wurde Luchet am 14. August 1783 zum Geheimen Rat ernannt und eröffnete im selben Jahr eine französische Druckerei und Buchhandlung in Kassel, die er zu einer Art Zentrum der französischen Literatur in Deutschland machen wollte. Im Jahr darauf wurde Luchet zum Vizepräsidenten des Commerz-Collegiums und 1785 zum Historiographen von Hessen ernannt.
Nach dem Tod von Friedrich II. beauftragte jedoch dessen Nachfolger Wilhelm I. eine Untersuchungskommission, die neben Luchets Entlassung am 10. Februar 1786 auch die Pfändung seiner Druckerei und Buchhandlung beschloss. Nachdem Luchet seine Gläubiger zufriedengestellt hatte, verließ er Kassel am 3. April 1786 in aller Frühe, um nach Berlin zu gehen. Anschließend kam Luchet in den Dienst des Prinzen Heinrich von Preußen, der ihm 1788 eine Pension von 2000 Talern gewährte. Laut Friedrich Karl Gottlob Hirsching war er dort mit Honoré Gabriel de Riqueti, dem Grafen von Mirabeau, als Spion am preußischen Hof tätig. Unterdessen beauftragte Wilhelm I. in Kassel den erfahrenen Bibliothekar Ernst Wilhelm Cuhn mit der Wiederherstellung der Bibliotheksordnung. Nach Cuhns Tod kehrte Schmincke wieder in die Kasseler Bibliothek zurück und blieb bis zu seinem Tod im Januar 1795 deren Leiter.

## Schriften (Auswahl)
- Analyse raisonnée de la sagesse de Charron. Amsterdam: Chez Marc-Michel Rey 1763. (Digitalisat)
- Une seule faute. Ou les mémoires d’une demoiselle de qualite. Paris: 1788.
- Memoires Pour Servir A L’Histoire De L’Année 1789. Paris: Chez Lavillette 1790. (Digitalisate: Band 1, Band 2, Band 3, Band 4)
- Essai sur la secte des Illuminés. Paris: 1789. (Digitalisat)
- La galerie des dames françoises, pour servir de suite à la galerie des états-généraux, par le même auteur. Paris: 1790. (Digitalisat von Band 3)